# Stary Dzierzgoń
Stary Dzierzgoń is een dorp in het Poolse woiwodschap Pommeren, in het district Sztumski. De plaats maakt deel uit van de gemeente Stary Dzierzgoń en telt 410 inwoners.